# Barneführer Holz und Schreensmoor
Das Barneführer Holz und Schreensmoor ist ein Naturschutzgebiet in den niedersächsischen Gemeinden Hatten, Wardenburg und Großenkneten im Landkreis Oldenburg. Der Name des Waldes („Holz“) verweist darauf, dass dieser bereits zu einer Zeit existierte, als das Adelsgeschlecht der Bernefuer Herren- und Eigentumsrechte im Gebiet um Wardenburg ausübte, was seit dem 14. Jahrhundert der Fall war.

## Allgemeines
Das Naturschutzgebiet mit dem Kennzeichen NSG WE 240 ist etwa 238 Hektar groß. Es ist fast vollständig Bestandteil des FFH-Gebiets „Mittlere und Untere Hunte (mit Barneführer Holz und Schreensmoor)“. Das Naturschutzgebiet ist zu einem großen Teil vom Landschaftsschutzgebiet „Mittlere Hunte“ umgeben. Im Südosten grenzt das Naturschutzgebiet an das Landschaftsschutzgebiet „Staatsforst Alt-Osenberge, Wunderhorn, Oldenburger Sand, Tannersand mit Randgebieten“, nach Westen an das im November 2019 ausgewiesene Naturschutzgebiet „Mittlere Hunte“. Der Bereich der Hunte ging dabei im Naturschutzgebiet „Mittlere Hunte“ auf, wodurch das Naturschutzgebiet von ursprünglich 251 Hektar auf 238 Hektar verkleinert wurde. Das Gebiet steht seit dem 5. April 2003 unter Naturschutz. Zuständige untere Naturschutzbehörde ist der Landkreis Oldenburg.

## Beschreibung

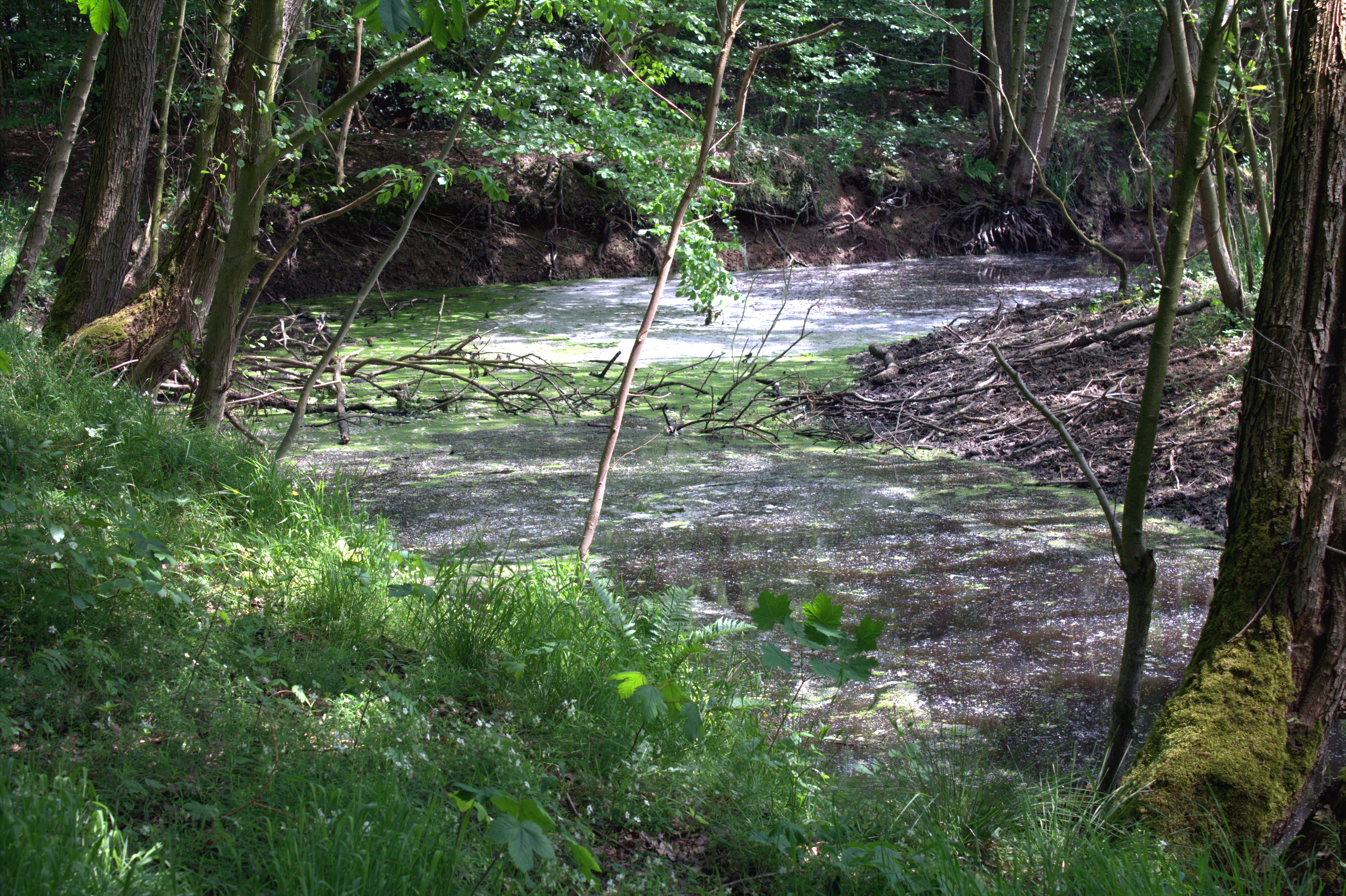
Altarm der Hunte im Barneführer Holz

Das Schutzgebiet liegt im Talraum der Hunte zwischen Huntlosen und Sandkrug. Es beinhaltet u. a. naturnahe Waldgebiete, darunter Auwälder wie Erlen-Eschen-Auwald und Hartholzauwald, Sumpfgebiete und Feuchtwiesen. Das Naturschutzgebiet wird forst- und landwirtschaftlich genutzt.
Bei der Forsthütte im Naturschutzgebiet steht eine in den 1840er-Jahren gepflanzte Douglasie. Die 2000 als Naturdenkmal ausgewiesene Douglasie gilt als eine der ältesten in Deutschland.
Durch das Naturschutzgebiet verlaufen mehrere Forst- und Wanderwege. Es dient auch der Naherholung.